# Előnyök (Így jártam anyátokkal)
Az Előnyök az Így jártam anyátokkal című televízió-sorozat negyedik évadának tizenkettedik epizódja. Eredetileg 2009. január 12-én vetítették, míg Magyarországon 2010. május 10-én.
Ebben az epizódban Ted és Robin, akik lakótársak, szexszel vezetik le a vitáik nyomán kialakuló feszültséget, amit Barney nehezen tolerál. Közben Marshall kínosan érzi magát, amikor a munkahelyén "újságot kell olvasnia".

## Cselekmény
Robin rendkívül rendetlen: az üres tejesdobozt a hűtőben hagyja, nem viszi le a szemetet, és ezen Ted felhúzza magát. A vitákat aztán szexszel zárják le, Marshall pedig rajtakapja őket. Marshall azért volt épp otthon, mert a munkahelyén nehezére esik használni a mosdót (amit Ted eufemizálva úgy mesél el, hogy "újságot olvas"), ugyanis úgy érzi, a kollégák megszólják őt emiatt. Megzsarolja őket, hogy nem mondja el senkinek, ha használhatja Ted vécéjét. Végül mégis eljár a szája, amit Barney igen nehezen visel. A feszültségét úgy vezeti le, hogy régi tévéket tör össze a sikátorban (miközben megjátssza, hogy semmi baja), majd amikor elfogynak, vásárolja azokat.
Később Barney kitalálja, hogy megoldja Ted és Robin problémáit, mert akkor nincs min vitatkozni, aminek a vége szex lenne. Ted ekkor fedezi fel, hogy Barney szerelmes Robinba. Bár letagadja, Lily óvodásainak foglalkozásán kiönti a szívét. Közben Ted úgy dönt, hogy befejezi Robinnal, mert mint mondja, valaki sérülni fog, ha így megy tovább. Robin ezt elmeséli Barneynak, aki eközben önkéntelenül megvallja Robinnak az érzéseit, de ő nem veszi komolyan, mert azt hiszi, hogy Tedet imitálja.
Eközben Marshall önbizalmat nyer, főként mikor felfedezi, hogy az épület egyik szintje teljesen üres, és nyugodtan használhatja az ottani vécét. Ez addig megy így, míg átépítés miatt szét nem verik az egészet – és ekkor Barney közli, hogy egyébként az irodájában mindvégig volt egy mosdó.
Az epizód végén Jövőbeli Ted összegzi az eseményeket: mint mondja, Lilynek igaza volt, ahol exek találkoznak, ott valaki mindig sérül. Csak ez ezúttal nem egyikük, hanem Barney, aki láthatóan szomorú. Ted pedig elfogadta a helyzetet, mert látja érzelmei komolyságát.

## Kontinuitás
- Amikor Lily kijavítja Robint, ő utal rá, hogy nem kell még egy Ted. A "Spoilerveszély" című részből kiderült, hogy Ted idegesítő szokása kijavítani mindenkit.
- Robin és Ted ismét tisztelegnek, mikor katonai rangot is jelentő szót használnak, ahogy a "Pofonadás" című részben láthattuk.
- Ted megemlíti, hogy Barney elmesélte Madeline-nek a világbékéről szóló elméletét, ami egy visszautalás "A görcs" című részre.
- Ted a második, aki felfedezi Barney érzéseit, Lily az "Ismerlek?" című rész óta tudja.
- Ted ismét eufemizál az "újságolvasás" kapcsán, amit Barney félreért, mert ő a maszturbálásra gondolt.

## Jövőbeli visszautalások
- Barney később is ideges lesz, ha férfiak legyeskednek Robin körül ("Mosbius Designs", "Definíciók")
- Az egyik vita Ted és Robin között az üres tejesdobozok hűtőben felejtése miatt zajlik. A "Külön ágyak" című rész szerint ezt azért csinálta, mert így tudta, hogy venni kell tejet, és Donnak tetszett ez a megoldás.

## Érdekességek
- Barney vett tízezer bélyeget Tednek az epizódban. Akkori értéken ez 4200 dollár volt, bár lehetséges, hogy a tízezer csak túlzó kifejezés, mert lényegesen kevesebbnek látszik.
- A póló, amit Ted az epizód elején visel, az AC/DC japán turnéjára készült, amely feltehetőleg egy utalás arra, hogy Robin egy ideig Japánban dolgozott és ezt hozta haza magával.

## Vendégszereplők
- Bryan Callen - Bilson
- Heidi Montag - önmaga
- Kendra Wilkinson - önmaga
- Spencer Pratt - önmaga
- Kim Kardashian - önmaga
- Ambrit Millhouse - Jill
- Kevin Kirkpatrick - Don
- Jason Rogel - boltos
- Ethan Dizon - Ben
- Gary Anthony Williams - Reginald

## Zene
- Hayley Taylor - No More Wishing